# Salinan (poble)
Els salinan són una ètnia d'amerindis dels Estats Units que van viure a la costa central de Califòrnia, a la vall de Salinas. Segons el cens de 1930 eren extints, però tot i això han sobreviscut i actualment estan immersos en un procés de sol·licitud de reconeixement tribal per la Bureau of Indian Affairs.
Hi havia dues divisions principals, els San Miguel al sud, a l'alt curs del riu Salinas (que flueix de sud a nord), i els San Antonio al nord, a la part baixa de la conca del Salinas, corresponent a les dues missions a la vall de Salinas (Missió de San Antonio de Padua i Missió de San Miguel Arcángel). També hi havia un grup Playano que vivia a la costa de l'oceà Pacífic al veïnatge de l'actual San Simeon i Lucia. Els salinan vivien de la cacera i recol·lecció i eren organitzats en petits grups amb estructura política poc centralitzada.

## Etimologia
Els salinan foren anomenats pel riu Salinas per Robert Latham (1856) i John Powell (1891). El nom propi del poble mai no fou recollit. C. Hart Merriam va anomenar aquest poble En-'ne-sen segons un informant; En-'ne-sen era la paraula nativa per a la capital dels salinan.

## Llengua
El salinan, parlat fins a la dècada del 195s és una llengua aïllada que podria formar part de la hipotètica família hoka. Sapir la va incloure com a subfamília del hoka juntament amb el chumash i el seri; Aquesta classificació es pot trobar a les enciclopèdies més recents i les presentacions de les famílies de llengües, però l'evidència que la suporta és feble.

## Població
Les estimacions per a les poblacions del pre-contacte de la majoria dels grups nadius a Califòrnia han variat substancialment. Alfred L. Kroeber calculà pel 1770 una població salinan de 3.000. Sherburne F. Cook estimà també de manera similar uns 3.000 Salinans.